# Blake Smith
Blake Smith (El Paso, 17 januari 1991) is een Amerikaans betaald voetballer die uitkomt voor Montreal Impact in de Major League Soccer. 

## Clubcarrière
Op 17 januari 2013 werd Smith als achtste gekozen in de MLS SuperDraft 2013 door Montreal Impact. Zijn professionele debuut maakte hij op 30 maart 2013 tegen Sporting Kansas City. Op 13 mei werd hij verhuurd aan Indy Eleven uit de North American Soccer League. Zijn eerste MLS–doelpunt maakte hij op 26 mei 2013 in een met 5-3 gewonnen wedstrijd tegen Philadelphia Union.